# Закон о детях (роман)
«Закон о детях» (англ. The Сhildren Act) — роман британского писателя Иэна Макьюэна, опубликованный в 2014 году. Книга вызвала противоречивые чувства у литературных критиков и была названа «остросоциальной».
В романе поднимаются вопросы веры, соотношения светских правовых норм и религиозных установлений, показано, какой несправедливой может быть жизнь и как можно ошибаться, даже преследуя самые благородные цели. При создания романа «Закон о детях» автор использует материалы судебной практики. В частности, опирается на судебные процессы, которые проходили под председательством лорда-судьи Апелляционного суда Англии и Уэльса сэра Алана Уорда.
Макьюэн подчёркивает, что истоки описанной им истории имеют реальную жизненную основу, хотя сами персонажи, их взгляды, характеры и обстоятельства представляют собой художественный вымысел. Однако благодаря опоре на материалы судебной практики роман приобрёл остросоциальный характер, и в нём чётко обозначился сложный этический конфликт.

## Сюжет
Роман Макьюэна имеет необычную композицию. Своеобразным прологом, объёмной экспозицией произведения являются несколько гармонично связанных между собой историй, небольших новелл, каждая из которых представляет собой отдельный пример судебного процесса и воплощает определённую социально-этическую проблему. Судебные дела рассматривает мудрая и опытная судья Высокого суда Лондона — главная героиня романа — Фиона Мей, которая специализируется на вопросах семейного права. Внутрисемейные конфликты способны точно отразить самые острые проблемы всего общества. Именно семейное право автор считает наиболее интересным для своего художественного исследования, называя эту отрасль права «кладезем личной драмы».
Известно, что сам Макьюэн по своим убеждениям является атеистом, но вопросы веры и влияния религиозных догм на жизни и судьбы людей становятся для него особенно значимыми, так как в романе в каждом деле, которое рассматривает судья Фиона Мей, точкой бифуркации в семейном конфликте являются какие-либо этико-религиозные разногласия. Например, судье приходится рассматривать дело о разделе обязанностей по воспитанию детей после развода родителей. Корень конфликта кроется в том, что отец двух девочек ультраортодоксальный хасид, и по его традиционным религиозным убеждениям женщине полагается растить детей и вести домашнее хозяйство. Однако мать девочек давно отошла от этих ортодоксальных убеждений и желает, чтобы её дети получили хорошее светское образование и в будущем имели возможность стать самодостаточными и счастливыми людьми, свободными от тяжелого назидательного и постоянного давления религиозных догм.
В своих решениях судья должен руководствоваться основным правовым принципом, заложенным в законе о детях 1989 года, который предполагает, что благополучие ребёнка имеет первостепенное значение. Именно с этой позиции Фиона подходит к разрешению всех дел, которые ей поручены. Однако каждый судья волен понимать суть благополучия по-своему, исходя из конкретной ситуации. В одном из своих решений Фиона отмечает, что «благополучие — понятие изменчивое, оценивать его надо по меркам разумных мужчин и женщин своего времени, так как то, что устраивало в прошлом поколении, сегодня может оказаться недостаточным». Макьюэн на протяжении всего романа пытается как можно глубже проанализировать это положение закона. Автор даже идёт дальше и старается понять, что означает благополучие не только для ребёнка, но для человечества в целом.
Обрамляющие основную сюжетную линию истории, описывающие повседневную судебную практику Фионы Мей, изобилуют деталями, профессиональной юридической лексикой, отсылками к прецедентным текстам, открывая читателю механизмы работы государственных институтов Великобритании. Повествование, которое, по словам Л. Шоулз, как будто ведётся от лица «бесстрастного антрополога», погружено в мир интенсивной рациональности, которая в основной части романа будет контрастировать с душевной драмой главной героини.
Макьюэн рассказывает о конфликте в её собственной семье, о её чувствах и заботах. После нескольких десятков лет брака муж принимает решение покинуть Фиону, что заставляет её усомниться в себе как в женщине. Одиночество, чувство стыда, общественное осуждение, сплетни пугают Фиону. Она большую часть жизни занималась решением чужих семейных споров, а теперь сама оказалась в ситуации распада семьи. Под угрозу попадают репутация, профессионализм судьи и её моральные качества как человека. И возникает важный вопрос: не помешает ли Фионе забота о своём собственном профессиональном и семейном благополучии принять правильное решение в деле, которое станет ключевым не только в её карьере, но и в жизни?
Главный этический конфликт в романе «Закон о детях» раскрывается через описание и художественный анализ судебного дела, которое попадает к судье Фионе Мей и затрагивает судьбу семнадцатилетнего Адама Генри. Молодой человек болен острой формой лейкемии, ему срочно требуется переливание крови, иначе наступит мучительная смерть. Но семья Адама принадлежит к религиозной секте, догмы которой не допускают переливания крови, это считается одним из самых опасных грехов. Родители мальчика смирились с потерей сына, считая это божьей волей, сам Адам со смирением принимает свою судьбу. Но больница подает иск в суд с требованием разрешить произвести переливание крови вопреки воле родителей и самого Адама, так как он ещё не достиг совершеннолетия, и эта процедура поможет спасти его жизнь. Судья Мей со всей серьезностью подошла к этому делу. Она решает лично встретиться с Адамом и понять, действительно ли он и его родители осознают все последствия своего выбора. Фиона понимает, что Адам талантливый, любознательный, увлекающийся музыкой и поэзией, наивный молодой человек, который должен жить, развиваться и быть счастливым, и жестокие догмы его религии, придуманные взрослыми, не должны этому помешать. Судья замечает, что «взяться за скрипку, да и за любой инструмент — это проявление надежды, это предполагает будущее». Но Фиона не просто разрешает судебный спор, она искренне хочет помочь талантливому юноше мыслить рационально, познать мир вне религии, ощутить все краски жизни. Встреча Адама и Фионы Мей становится кульминационной в романе. В ней поэтика объективного повествования сменяется условностью притчи, а образ молодого человека предстает, по мнению Т. Хэдли, в роли эмблематического персонажа, олицетворяющего невинность. В этом фрагменте проявляется лирическое начало, связанное с образами искусства, поэзии, которые противопоставлены догмам религии и которые способствуют эмансипации чувств Адама.
После встречи с Фионой Адам кардинально изменил своё отношение к жизни. Он так описал эту встречу: «Это как будто взрослый вошёл в комнату, где дети портят жизнь друг другу, и сказал: „Бросьте, кончайте эту ерунду пора чай пить!“ Этим взрослым были вы. Вы всё это понимали, но не говорили. Только задавали вопросы и слушали. Религия родителей была ядом, а вы противоядием».
Фиона спасла жизнь юноши, и одновременно она способствовала серьёзному изменению мировоззрения Адама, он отошёл от своей религии, у него разладились отношения с родителями. Во внутреннем мире Адама появился вакуум, который необходимо было заполнить, заполнить смыслом. Молодой человек крайне нуждался в наставнике, в человеке, который бы смог помочь ему познать окружающий его многогранный мир. В качестве такого наставника и собеседника Адам видел Фиону, ведь именно она открыла ему глаза, научила мыслить рационально, помогла избавиться от иллюзий. Адам пишет судье трогательные письма, пытается с ней встретиться, но Фиона считает всё это неприемлемым, боится осуждения коллег. Однажды Адаму всё-таки удаётся встретиться с Фионой во время её служебной командировки, но она вновь отталкивает мальчика из-за страха осуждения. После этой встречи Адам окончательно запутался и, не найдя ответов, снова возвратился к своей вере. Через какое-то время Фиона узнала, что ремиссия закончилась и Адам оказался в больнице, но в этот раз он уже был совершеннолетним и сам принял решение отказаться от процедуры переливания крови. Болезнь одолела Адама. Это известие шокировало Фиону, она вдруг ясно поняла, какую страшную ошибку допустила. Автор ярко передает в романе душевное состояние героини в этот момент, используя несобственно-прямую речь, соединяя авторскую оценку и повествовательную партию героини, терзаемой стыдом и раскаянием: «Ей бы польщённой быть. И откликнуться. А вместо этого, в безрассудном и непростительном порыве, она поцеловала его и отослала прочь. А сама скрылась. Не ответила на его письма. Не разглядела предостережения в его стихах. Как же стыдно ей было сейчас сознавать, что ею двигал мелочный страх за свою репутацию. Прегрешение её не подсудно никакой дисциплинарной комиссии. Адам стремился к ней, а она не предложила ничего взамен религии, никакой помощи, хотя в законе ясно сказано, что первейшей её заботой должно быть его благополучие. Сколько страниц в скольких решениях она посвятила этому слову? Благополучие — понятие социальное. Ни один ребенок не остров. Она думала, что её ответственность кончается за стенами суда. Но разве так может быть? Он искал её, искал того, чего ищут все, того, что могут дать только свободно мыслящие люди, а не сверхъестественное. Смысла».
И. Макьюэн отмечает, что часто выбор судьи ограничивается меньшим ущербом, чем большим благом. Судья Фиона Мей считала, что её ответственность не выходит за пределы зала судебного заседания или вынесенного ею судебного решения. Однако оказалось, что приняв решение, которое спасло жизнь мальчика, она не смогла пойти до конца и сделать правильный моральный выбор, который бы спас не только здоровье Адама, но и его душу. В связи с этим несправедливо было бы ограничивать идейный посыл романа исключительно аспектами противопоставления веры и рационального знания, религиозных постулатов и институтов государства, как это делает Д. Фриделл (в романе они играют не самую главную роль). Намного более существенным представляется гуманистический посыл писателя, говорящего о хрупкости человеческой жизни и уязвимости внутреннего мира Другого, необходимости сознавать меру ответственности за ближних и сохранять духовную коммуникацию между людьми.

## Анализ

### Проблема семейных ценностей
В статье под называнием «Душераздирающие судебные дела, которые вдохновили меня на написание нового романа» Иэн Макьюэн справедливо отмечает параллели между работой судьи и творчеством писателя. Макьюэн замечает, что многие решения английских судей похожи на короткие рассказы или новеллы, где на фоне некой правовой дилеммы раскрываются образы реалистично задуманных персонажей, попавших в необыкновенные и захватывающие перипетии, а правовой спор становится сложным этическим конфликтом, требующим его рассмотрения с нескольких позиций. В итоге повествователь (судья) должен сделать моральный выбор, который повлияет на человеческие судьбы. Таким образом, текст судебного решения может представлять собой поразительно чистую, точную, «вкусную», не лишенную юмора или остроумия, прозу. Макьюэн соотносит труд судьи с трудом романиста, а в его романе происходит синтез собственно художественного и юридического дискурсов. Макьюэн точно подмечает, что именно в области семейного права заложена важная аксиологическая проблематика, которая затрагивает интересы как всего общества в целом, так и отдельных его представителей и элементов (например, собственно семьи как ячейки общества). Это любовь и брак, это интересы не только семьи, но и индивидуальные интересы каждого из супругов, это судьбы детей, которые часто бывают сломаны из-за разногласий родителей, это вопросы семейного насилия и жестокости, это религиозные и моральные споры, которые способны усложнить и даже разрушить счастливую семейную жизнь.
В романе «Закон о детях» парадигма семейных ценностей показана автором скорее через системный кризис этих самых ценностей. Макьюэн создаёт несколько очень ярких семейных конфликтов, которые настолько усложнились, что требуют вмешательства грозного и независимого арбитра в лице суда. При описании этих конфликтов Макьюэн показывает, как из-за эгоизма, нежелания понять другого, осознать ценность семьи, счастья детей, разрушаются главные семейные ценности: способность сопереживать, любить, доверять партнёру, уважать и понимать друг друга, общаться и т. д.
В одном из описываемых Макьюэном судебных дел героиня романа, уважаемая и опытная судья Фиона Мей, должна принять решение о том, кто после развода родителей должен воспитывать двух девочек. Судья серьёзно подходит к решению этого семейного спора, она размышляет над тем, как в данном случае следует понимать благополучие детей, ведь как гласит закон о детях 1989 года, при рассмотрении любого вопроса, касающегося воспитания ребёнка первостепенной заботой суда должно быть благополучие ребёнка. И Фиона приходит к выводу, что «благополучие нельзя понимать в чисто финансовом смысле или просто в плане физического комфорта. Благосостояние, счастье, благополучие — всё это должна охватывать концепция хорошей жизни … Экономическая и нравственная свобода, добродетель, способность к состраданию и альтруизму, решение серьёзных задач, приносящее удовлетворение, живой круг общения, уважение окружающих, стремление придать жизни высокий смысл и сохранить самые важные связи с небольшим количеством людей, которые определяются прежде всего любовью». Именно эти категории, которыми апеллирует героиня романа, и являются для Макьюэна основополагающими семейными ценностями, которые так часто сегодня попираются, и которые автор в своём романе призывает сохранять.
Главный этический конфликт в романе «Закон о детях» раскрывается через описание и художественный анализ судебного дела, которое попадает к судье Фионе Мей и затрагивает судьбу семнадцатилетнего Адама Генри. Молодой человек болен острой формой лейкемии, ему срочно требуется переливание крови, иначе наступит мучительная смерть. Однако его семья, руководствуясь религиозными предубеждениями отказывается от процедуры переливания крови. Макьюэн создаёт своего рода экзистенциальный парадокс: неужели для родителей важнее догмы религии, нежели жизнь собственного ребенка. Это столкновение семейных и религиозных ценностей. Однако для Макьюэна очевидно, что именно жизнь ребёнка превыше всего, что и отразилось в решении судьи Мей по этому делу, она провозгласила, что жизнь мальчика драгоценнее его веры, и позволила больнице осуществить переливание крови, даже против воли самого Адама и его родителей. Но как оказалось и родители сами тайно желали спасти своего сына, так как после медицинской процедуры не впали в отчаяние из-за нарушение религиозных догм, а радовались выздоровлению своего ребёнка. То есть семья, жизнь ребёнка и семейные ценности оказались важнее.

### Проблема религиозных ценностей
Литературный обозреватель «The New York Times» Д. Фриделл в своей литературно-критической статье по роману «Закон о детях» проводит интересную параллель между Макьюэном и Ч. Дарвином. Фриделл пишет, что когда на свой десятый день рождения умерла Энн Дарвин в 1851 году, её отец «утратил семейное счастье». Ч. Дарвин больше не мог видеть, как он сам пишет, «так же ясно, как и другие, и, как бы я хотел, доказательства творения и благодеяния всего вокруг. Мне кажется, что в мире слишком много страданий». Так вера Чарльза Дарвина исчезла, и он приступил к написанию «Происхождения видов». Макьюэн, отвечая на вопрос интервьюера о вере, сказал, что «скорее как Дарвин, когда умерла его любимая дочь», 11 сентября 2001 года он «почувствовал как никогда», что бога нет, и что «религия была явно бесполезной в принятии сострадательных и разумных решений о жизни людей, а светский ум в этой ситуации кажется намного более разумным». В ранних романах Макьюэна интеллектуальные и рациональные персонажи часто только «скользили по оси веры и безверия», как и он сам, однако сейчас Макьюэн утвердился в приверженности атеизму, когда появилась реальная угроза светскому государству, и его необходимо защитить.
В романе «Закон о детях» автор рассказывает историю судьи Высокого суда Лондона, перечень судебных дел которой переполняют споры, связанные с семейными трагедиями, причинами которых зачастую являются религиозные разногласия. Вот развод в ортодоксальной еврейской семье, где отец оспаривает права своих детей на получение светского образования; вот родители-католики, которые отказываются соглашаться на операцию детей, родившихся сиамскими близнецами, даже если это означает, что дети умрут, однако для верующих родителей это «вмешательство в божий замысел».
Как отмечает Л. Шоулз, собственный атеизм Макьюэна звучит громко и ясно с самого начала, и из судебных дел, описанных в первой главе романа, становится очевидно, что работа судьи Фионы Мей должна быть «голосом разума перед лицом религиозной близорукости». И всё же атеизм Макьюэна не реакционный, а вполне толерантный, что подчеркивает высокий гуманизм и рациональность самого писателя, это могут подтвердить выдержки из судебных решений, которые выносит героиня романа: «Опять-таки не дело светского суда выбирать между религиозными верованиями, решать теологические споры. Все религии заслуживают уважения при условии, что они „приемлемы социально с точки зрения законности“, как выразился лорд судья Перчес, и, в более мрачной формулировке лорда судьи Скармана, не являются „нравственно и социально ущербными“». То есть можно сделать вывод о том, что Макьюэн терпим к религии до той степени, пока религия не нарушает границ здравого смысла и разумности.
В творчестве Макьюэна часто героями бывают дети, а самый частый мотив — отсутствие организующего начала (родителей, разумных опекунов), а затем писателя начинает занимать вопрос, как обстоят дела с организующим началом в мире взрослых. Кто-то создаёт все эти причудливые жизненные перипетии, или же миром правит случай? И при ответе на этот вопрос Макьюэн твёрдо становится на позиции рационализма. Писатель в одном из интервью замечает, что почти всегда в романах выигрывает персонаж, который доверял своей интуиции, а не холодному рационализму, однако опыт жизни показывает несостоятельность такого решения. Много хорошего в жизни происходит от ясного мышления и тщательного продумывания. Многие человеческие ценности, такие как справедливость, — безусловно продукт рационального подхода, поэтому Макьюэн встаёт на защиту рациональности. Именно эти идеи писатель реализует в романе «Закон о детях».

### Проблема профессиональной этики и общественно-нравственных ориентиров
По ироническому замечанию Д. Фриделла, судебные решения под авторством судьи Фионы Мей в романе почти что нереальны: в них чётко прослеживается мудрость, ум, непоколебимая рациональность, добросовестность, сострадательность и справедливость. Работа судьи привносит разумность даже в самые безнадёжные ситуации.
В общей характеристике Фионы автор часто подчёркивает её высокий профессионализм и приверженность всегда строго соблюдать профессиональную этику. Судья неоднократно повторяет, что она изучает право из глубокого уважения к правилам. Однако Макьюэн обращает внимание читателей на то, что и суд тоже может ошибаться, только эти ошибки имеют очень серьезные последствия для судеб людей. Сама Фиона проносит мысль, которая для внимательного читателя может оказаться намёком автора о концовке произведения: «… закон, как ни любила его Фиона, в худших своих проявлениях не осёл, а змея, ядовитая змея». Нет, конечно, Фиона не нарушала закон, но её строгая, даже в какой-то степени маниакальная, приверженность к беспрекословному соблюдению правил, в том числе правил профессиональной этики, сделала её сердце слепым к проблемам юноши, который искал у неё ответы, искал смысл, который не могли дать ему его помешанные на вере родители. Макьюэн отмечает, что часто выбор судьи ограничивается меньшим ущербом, чем большим благом. Судья Фиона Мей считала, что её ответственность не выходит за пределы зала судебного заседания или вынесенного ею судебного решения. Однако оказалось, что приняв решение, которое спасло жизнь мальчика, она не смогла пойти до конца и сделать правильный моральный выбор, который бы спас не только здоровье Адама, но и его душу.
Здесь стоит подчеркнуть, что одной из главных, магистральных тем в творчестве Макьюэна является тема «трагической неспособности к эмпатии», неспособности и нежелании понять внутренний мир, чувства, индивидуальность, интересы Другого, что приводит к трагедиям как в жизни отдельных, конкретных людей, так и в обществе в целом. Примеры частных трагедий, пусть и созданных художником в нереальном, выдуманном мире литературы, но всё же основных на событиях реальной жизни, мы можем увидеть в том числе и в произведениях Макьюэна, а примером глобальной социальной трагедии могут быть ужасающие события 11 сентября 2001 года, которые оказали серьёзное влияние на мировосприятие миллионов людей. И причиной увеличения подобного рода трагедий в современном обществе является размывание и исчезновение общественно-нравственных ориентиров, о чём часто говорит Макьюэн в своих произведениях.

## Экранизация романа
Экранизация романа И. Макьюэна была сделана английским кинорежиссёром Ричардом Эйром в 2017 году. В ролях: Эмма Томпсон (Фиона Мей), Стэнли Туччи (Джэк Мэй), Финн Уайтхед (Адам Генри) и другие.